# Haimeidae
Haimeidae é uma família de corais da subclasse Octocorallia. No momento sua posição é contestada (incertae sedis) dentro da classificação taxonômica, não estando atribuída a uma ordem.

## Géneros
Seguem os gêneros da família:
- Ignis (Dautova, 2018)
- Haimeia (Milne Edwards & Haime, 1957) (incerto)
- Haimeia (Koren & Danielssen, 1883) (incerto > taxon inquirendum)
- Hartea (Wright, 1865) (incerto)
- Monoxenia (Haeckel, 1876) (incerto > taxon inquirendum)
- Psuchastes (T.S. Wright, 1859) (incerto > taxon inquirendum)